# Byssocorticium californicum
Byssocorticium californicum är en svampart som beskrevs av Jülich 1972. Byssocorticium californicum ingår i släktet Byssocorticium och familjen Atheliaceae.   Inga underarter finns listade i Catalogue of Life.